# حسان القابسي
حسان القابسي، من مواليد 23 فيفري 1974، مدرب ولاعب كرة قدم تونسي سابق كان ينشط كجناح أيمن.
بدأ مسيرته الكروية مع نادي الشيمينو قبل أن ينتقل إلى نادي الترجي الرياضي التونسي في موسم 1992-1993، ولعب معه حتى عام 2001. في عام 2001 انتقل إلى نادي جنوى الإيطالي، ولعب معه حتى عام 2003.
لعب مع منتخب تونس لكرة القدم وسجل معه 16 هدفا، كما خاض كأس العالم 2002.
يدرب حاليا في موسم 2021–22 فريق الاتحاد الرياضي ببنقردان الذي ينشط في الدرجة الأولى.

## روابط خارجية
- حسان القابسي على موقع الاتحاد الدولي (مؤرشف)  (الإنجليزية)
- حسان القابسي على موقع قاعدة بيانات كرة القدم.إي يو (الإنجليزية)
- حسان القابسي على موقع ناشيونال فوتبول تيمز (الإنجليزية)
- حسان القابسي على موقع أوليمبيديا (الإنجليزية)